# 御領駅 (鹿児島県)
御領駅（ごりょうえき）は、鹿児島県南九州市頴娃町御領にある、九州旅客鉄道（JR九州）指宿枕崎線の駅である。

## 歴史
当駅は 1963年（昭和38年）、国鉄指宿線（現・指宿枕崎線）西頴娃駅 - 枕崎駅間延伸時に指宿枕崎線となり、同線の駅として開設した。その後当駅は国鉄分割民営化に伴い、JR九州へ移管、現在に至っている。

### 年表
- 1963年（昭和38年）10月31日：国鉄指宿線西頴娃駅 - 枕崎駅間延伸、指宿枕崎線へ改名した際に開設[1][2]。旅客のみ取扱う無人駅[3]。
- 1987年（昭和62年）4月1日：国鉄分割民営化に伴い、JR九州の駅となる[1]。

## 駅構造
単式ホーム1面1線を有する地上駅。

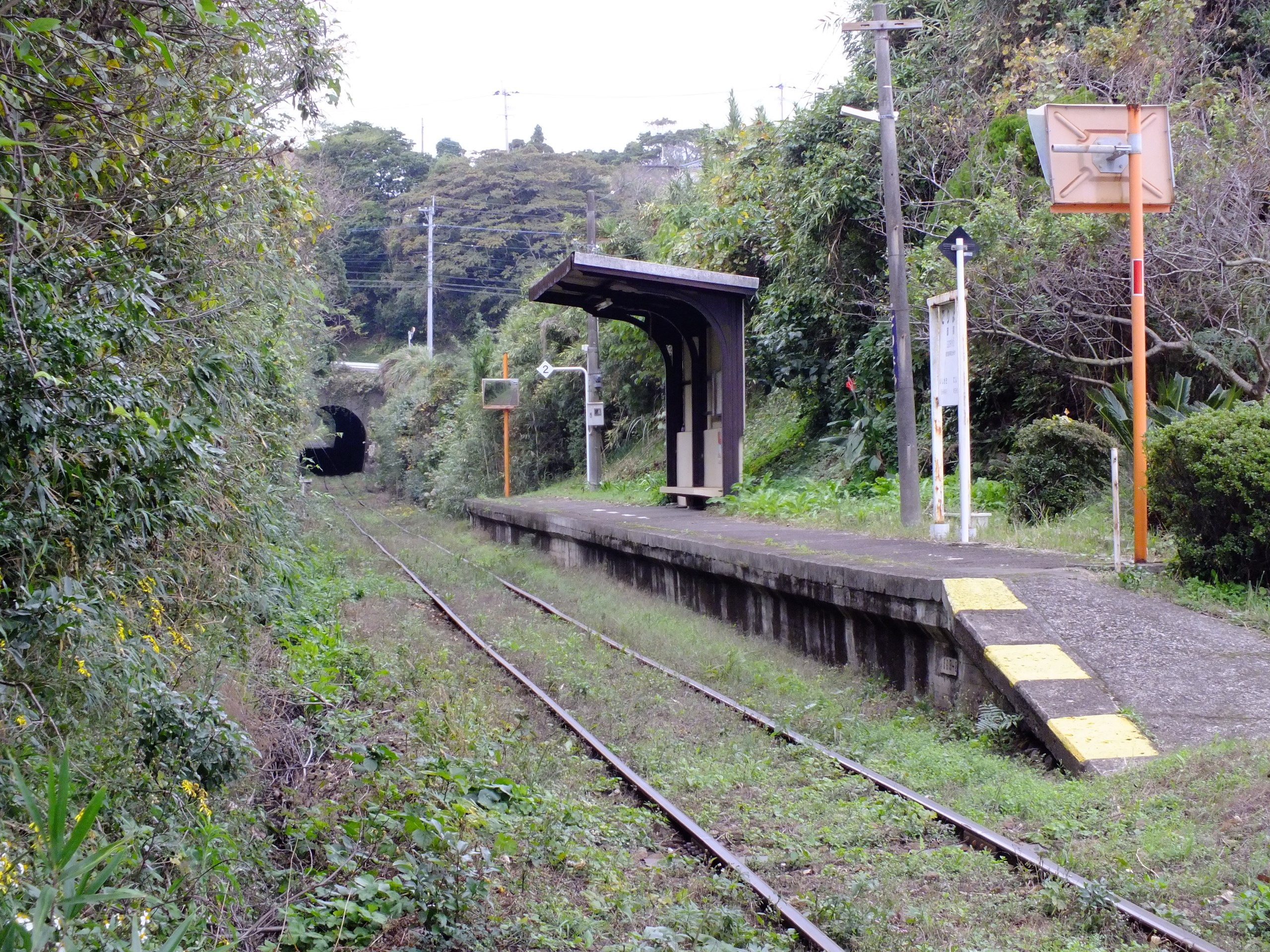
ホームと御領トンネル（2018年12月、公道より）

無人駅。山を切り通した中に線路とホームがあり、ホーム西端の先で御領トンネルへ入る。

## 利用状況
- 2015年度の1日平均乗車人員は0.3人である。

| 年度 | 1日平均 乗車人員 | 1日平均 乗降人員 |
| ---- | ---------------- | ---------------- |
| 2007 | 9                | 20               |
| 2008 | 12               | 25               |
| 2009 | 9                | 19               |
| 2010 | 6                | 14               |
| 2011 | 3                | 8                |
| 2012 | 3                | 6                |
| 2013 | 1                | 3                |
| 2014 | 1                | 1                |
| 2015 | 0.3              | 1                |

## 駅周辺
周辺は集落である。簡易郵便局や、少しはなれたところに小学校などある。
- 南九州市立九玉小学校
- 頴娃御領体育館
- 御領簡易郵便局
- 国道226号
- ホームプラザナフコ頴娃店

## 隣の駅
九州旅客鉄道（JR九州）
■指宿枕崎線
西頴娃駅 - 御領駅 - 石垣駅